# St.-Quirin-Platz (metropolitana di Monaco di Baviera)
St.-Quirin-Platz è una stazione di metropolitana a Monaco di Baviera inaugurata l'8 novembre 1997. Fu progettata dallo studio architettonico Hermann + Öttl. La particolarità è una gigantesca finestra di vetro a forma di occhio o conchiglia che permette di avere luce naturale anche nel sottosuolo. Le pareti non sono state rivestite. Questo crea una atmosfera alquanto arcaica. Vi ci passa la linea U1.